# بري روبرتسون
بري روبرتسون (بالإنجليزية: Bree Robertson)‏ هي عارضة وممثلة أسترالية، ولدت في 6 يوليو 1982 في غوسفورد في أستراليا.

## وصلات خارجية
- بري روبرتسون على موقع IMDb (الإنجليزية)
- بري روبرتسون على موقع قاعدة بيانات الفيلم (الإنجليزية)